# Life on a Plate
Life on a Plate es el segundo álbum del grupo sueco de punk rock Millencolin. Fue lanzado el 11 de octubre de 1995 por Burning Heart Records en Suecia, y posteriormente el 26 de marzo de 1996 por Epitaph Records en los Estados Unidos.
El álbum alcanzó el número 4 en las listas de música suecas tras su lanzamiento y obtuvo la certificación de oro en ventas en 2002 después de vender más de 50,000 copias en dicho país. La revista sueca Slitz nombró su portada, creada por el miembro de la banda Erik Ohlsson, como la "Portada de álbum del año" de 1995.

## Antecedentes
Life on a Plate fue grabado en agosto de 1995 en Unisound Studios en Örebro, Suecia y fue producido por Dan Swanö.
Las composiciones de Nikola Sarcevic, vocalista de Millencolin, dominan el álbum; diez de las catorce canciones del álbum son de su puño y letra. Las canciones «Move Your Car», «Buzzer» y «Airhead» fueron escritas por el guitarrista Mathias Färm, mientras que la canción «Olympic» fue escrita por Kristofer Åstrom de Fireside. El guitarrista de la banda Erik Ohlsson y el baterista Fredrik Larzon no participaron en la composición de las canciones del álbum.

## Lista de canciones
| CD / Reedición |                         |                  |          |  |
| N.º            | Título                  | Letras           | Duración |  |
| 1.             | «Bullion»               | Nikola Sarcevic  | 1:59     |  |
| 2.             | «Olympic»               | Kristofer Åström | 2:56     |  |
| 3.             | «Move Your Car»         | Mathias Färm     | 2:06     |  |
| 4.             | «Killercrush»           | Nikola Sarcevic  | 2:27     |  |
| 5.             | «Friends 'Til the End»  | Nikola Sarcevic  | 2:31     |  |
| 6.             | «The Story of My Life»  | Nikola Sarcevic  | 2:32     |  |
| 7.             | «Jellygoose»            | Nikola Sarcevic  | 2:34     |  |
| 8.             | «Replay»                | Nikola Sarcevic  | 2:16     |  |
| 9.             | «Vulcan Ears»           | Nikola Sarcevic  | 2:05     |  |
| 10.            | «Dr. Jackal & Mr. Hide» | Nikola Sarcevic  | 2:24     |  |
| 11.            | «Softworld»             | Nikola Sarcevic  | 2:56     |  |
| 12.            | «Buzzer»                | Mathias Färm     | 2:21     |  |
| 13.            | «Ace Frehley»           | Nikola Sarcevic  | 0:05     |  |
| 14.            | «Airhead»               | Mathias Färm     | 2:54     |  |
| 32:06          |                         |                  |          |  |

## Créditos
Millencolin
- Nikola Sarcevic – voz, bajo
- Erik Ohlsson – guitarra
- Mathias Färm – guitarra
- Fredrik Larzon – batería

Músicos adicionales
- Fredrik Folcke – saxofón en «Da Strike»
- Markus Lowegren – trombón

## Posicionamiento en listas
| Lista (1994)                 | Mejor posición |
| ---------------------------- | -------------- |
| Suecia (Swedish Album Chart) | 4              |

## Ventas y certificaciones
| País                                               | Organismo certificador | Certificación | Ventas certificadas | Ref.   |
| Ventas                                             | Ventas                 | Ventas        | Ventas              | Ventas |
| -------------------------------------------------- | ---------------------- | ------------- | ------------------- | ------ |
| Suecia                                             | IFPI                   | Oro           | 50 000*             | [ 8 ]  |
| *Cifras de ventas basadas solo en certificaciones. |                        |               |                     |        |

## Historial de lanzamiento
| País           | Fecha                 | Formato | Sello                 |
| -------------- | --------------------- | ------- | --------------------- |
| Suecia         | 11 de octubre de 1995 | CD      | Burning Heart Records |
| Suecia         | 11 de octubre de 1995 | LP      | Burning Heart Records |
| Estados Unidos | 26 de marzo de 1996   | CD      | Epitaph Records       |